# Ficus albipila
Ficus albipila là một loài thực vật có hoa trong họ Moraceae. Loài này được (Miq.) King mô tả khoa học đầu tiên năm 1888.